# Asymmetrorbione drepanopleon
Asymmetrorbione drepanopleon är en kräftdjursart som beskrevs av Christopher B. Boyko 2003. Asymmetrorbione drepanopleon ingår i släktet Asymmetrorbione och familjen Bopyridae. Inga underarter finns listade i Catalogue of Life.